# Brădețel
Brădețel – wieś w Rumunii, w okręgu Gorj, w gminie Mătăsari. W 2011 roku liczyła 118 mieszkańców.